# Josh Gates
Joshua Gates (* 10. srpna 1977) je americký televizní moderátor, herec, cestovatel, archeolog, paranormální vyšetřovatel a televizní producent. Pracuje jako výkonný producent kanálu Discovery Channel a současně natáčí pořady Expedice Neznámo a Legendary Locations. Často vystupuje jako host v televizním seriálu Ghost Hunters a spin-offu seriálu Ghost Hunters International. Známý se stal produkcí a moderováním pořadu Dobyvatelé ztracené pravdy a později v pořadu Stranded na stanici Syfy.

## Osobní život
Josh Gates se narodil ve městě Manchester-by-the-Sea v Massachusetts Leamu a Sonie Gatesovým. Bydlí v Los Angeles v Kalifornii. Navštěvoval Tufts University v Medfordu ve státě Massachusetts, kde se specializoval na archeologii a drama.
V roce 2014 se oženil s kolegyní z pořadu Dobyvatelé ztracené pravdy Hallie Gnatovich. Mají spolu dvě děti. V srpnu 2021 Hallie Gnatovich na Instagramu oznámila, že již rok a půl nejsou spolu, jejich rozvod byl dokončen 13. července 2021.
Je členem dobrodružného klubu The Explorers Club.

## Kariéra

### Dobyvatelé ztracené pravdy
Mezi lety 2007 až 2012 vedl Josh Gates paranormální tým v pořadu Dobyvatelé ztracené pravdy. Snažili se společně odhalit nadpřirozené záhady a získat důkazy, kterými by lze poodkrýt další část záhady. Pořad se vysílal na stanici Syfy. Premiéru druhé sezóny sledovalo 1,7 milionů diváků, což bylo největší sledovanost na stanici ze všech dokumentárních pořadů. Seriál skončil po své páté sezóně.
V roce 2008 odletěl do Walt Disney Worldu na Floridě, kde se setkal s Joem Rohdem, výkonným designérem parku. Daroval mu odlitek stopy „Yettiho“, která byla nalezena během epizody seriálu. Na jedné z atrakcí je celý tým vyobrazen, jak je na stopě Yettimu.

### Ghost Hunters
Často se jako host objevoval v několika epizodách seriálu.

### Expedice Neznámo
Moderuje a souběžně i dělá producenta v pořadu Expedice Neznámo, který se vysílá na stanici Discovery Channel. Původně se od ledna roku 2015 až do roku 2018 vysílala na stanici Travel Channel.
V roce 2020 byla vytvořena speciální varianta show týkající se pandemie Covidu-19, vysílala se na konci sezóny. Měla podobný formát jako Josh Gates Tonight, ve kterém pořádá videokonference s hosty o cestování a životě.

### Expedice: Zpátky do budoucnosti
V roce 2021 vznikl čtyřdílný speciál seriálu Expedice Neznámo, pojmenovaný Expedice: Zpátky do budoucnosti. V seriálu se spolu s hercem Christopherem Lloydem pokusil najít originální stroj času DeLorean z filmu Návrat do budoucnosti, který byl v tomto filmu používán při natáčení. Cíl byl je darovat nadaci Michaela J. Foxe. Následně prodat v aukci a výtěžek použít na výzkum Parkinsonovy choroby.

### Další projekty
V květnu 2012 se objevil ve dvou epizodách pořadu Fakta nebo fikce. V únoru 2013 produkoval televizní seriál Stranded. Celý pořad vytvářel ve spolupráci s Jasonem Blumem z Blumhouse Productions. Spolupracoval na reklamách značek BMW a EA Sports.
V únoru 2020 začal natáčet s paranormální vyšetřovatelkou Jessicou Chabot a vědcem Philem Torresem pořad Expedice X.